# Denis Abljazin
Denis Michajlovič Abljazin (rusky Денис Михайлович Аблязин; * 3. srpna 1992 Penza) je ruský sportovní gymnasta. Je pětinásobným olympijským medailistou z Letních olympijských her 2012 a 2016, dvojnásobným mistrem světa a osminásobným mistrem Evropy.

## Počátky kariéry
Abljazin vyrůstal v rodině továrního dělníka v Penze se svými rodiči a o tři roky starším bratrem. Jako žák hrával lední hokej. Zpočátku se věnoval nejen gymnastice, ale pomýšlel i na závody horských kol (BMX), jenže záliba v provádění salt, kterou na kole provádět nemohl, byla příčinou, že se cele soustředil na sportovní gymnastiku. K tomu bylo třeba hodně píle, zručnost získával dost pomalu.
V roce 2009 se objevily první úspěchy na juniorských mistrovstvích a v roce 2010 se objevil na první seniorské soutěži, kde zvítězil ve cvičení na kruzích a byl druhý v prostných. To ho jako náhradníka nominovalo na seniorský světový šampionát 2010 do Rotterdamu, kde ovšem šanci cvičit nedostal. Další úspěchy přišly na závodech Světového poháru v Osijeku, Aiči a v Moskvě. Byl pak nominován na mistrovství Evropy 2011 do Berlína, kde byl finalistou v prostných a obsadil 6. místo. Po solidních výsledcích na dalších soutěžích v Rusku i ve Světovém poháru byl nominován na mistrovství světa 2011 do Tokia, kde pomohl v soutěži družstev Rusku získal 4. místo. Zároveň ve finále v přeskoku skončil na 5. místě.

## Olympijský rok 2012
Na rok 2012 se Abljazin snažil zlepšit především ve svých slabších disciplínách – na kruzích, hrazdě i bradlech, aby mohl získat nominaci na týmovou soutěž na olympijských hrách v Londýně. Kůň na šíř pro něho nadále zůstal tvrdým oříškem. Na květnovém mistrovství Evropy v Montpellieru pomohl Rusku ke stříbrné medaili cvičením v prostných, v přeskoku a na kruzích. V soutěži na nářadích obsadil v prostných šesté místo, ale na kruzích a v přeskoku získal bronzové medaile.
Na olympijských hrách se Rusku v soutěži družstev příliš nedařilo a obsadilo šesté místo. Finále ve víceboji jednotlivců proběhlo bez Abljazina, protože každá země v něm mohla mít nejvýše dva závodníky. Abljazin vkládal velké naděje do prostných, kde však ve finále nezopakoval výkon z kvalifikace a z prvního místa klesl na bronzovou příčku, když dosáhl stejného bodového zisku jako Japonec Kóhei Učimura, který díky lepšímu výkonu ve finále získal stříbro. Abljazin cvičil také finále na kruzích, medaile se od něho nečekala a skončil pátý. Abljazinovou parádní disciplínou vždy byl přeskok. Do finále nastupoval z první příčky, ale Jang Hak-sun z Jižní Koreje předvedl famózní druhý skok a Abljazinovi nechal stříbrnou příčku.

## Období mezi olympiádami
Na mistrovství Evropy v Moskvě v dubnu 2013 se konečně Abljazin dočkal vytoužené zlaté medaile v přeskoku. Ve finále na kruzích byl na děleném pátem místě. Následovala účast na Letní univerziádě téhož roku v Kazani. Rusko zde v soutěži družstev zvítězilo a Albjazin si odvezl ještě stříbrné medaile z přeskoku a z cvičení na kruzích. Rok 201 byl pak rokem největších Abljazinových úspěchů. Na mistrovství Evropy v Sofii byl členem vítězného ruského družstva, Abljazin však získal další tři zlaté medaile – v prostných, na kruzích (dělená s kolegou Alexandrem Balandinem) a v přeskoku. V čínském Nan-ningu se pak konalo mistrovství světa, kde sice Rusko skončilo až páté, Abljazin zvítězil po napínavém souboji v prostných a na kruzích získali spolu s Číňanem Jou Chao bronzové medaile. Jen v přeskoku se mu nedařilo a ve finále skončil poslední.
V roce 2015 se mistrovství Evropy opět konalo ve francouzském Montpellieru. Rusko s Abljazinem obhájilo v družstvech mistrovský titul, Abljazin získal dělenou stříbrnou medaili na kruzích (s Francouzem Samirem Aïn Saïdem) a také v přeskoku se musel o stříbro podělit s krajanem Igorem Radivilovem. V olympijském roce 2016 se mistrovství Evropy konalo v Bernu a Rusko opět vyhrálo soutěž družstev. Abljazin se tentokrát musel na kruzích podělit o stříbro s Arménem Vahagnem Davtyanem, v přeskoku byl až sedmý.

## Od olympijských her v Rio de Janeiro do současnosti
Na olympijských hrách v Rio de Janeiro 2016 Rusko v soutěži družstev obsadilo druhé místo za Japonskem. Abljazinovi se ve finále vydařilo cvičení na kruzích, které mu přineslo bronzovou medaili a v přeskoku dokonce získal medaili stříbrnou. V roce 2017 se Abljazin účastnil mistrovství světa v Montrealu. Rusko na něm sice skončilo až šesté, ale Abljazin si ze svého jediného fiunálového vystoupení odvezl stříbrnou medaili ve cvičení na kruzích. Na mistrovství Evropy 2019 se sjeli gymnasté do Štětína. Rusko opět zvítězilo v soutěži družstvech a Abljazin si tentokrát odvezl dva mistrovské tituly – na kruzích i v přeskoku. Spolu s krajanem Nikitou Nagorným se stal nejúspěšnějším účastníkem šampionátu. Na mistrovství světa 2019 ve Stuttgartu se konečně Rusko dočkali po letech titulu. Abljazin ve svém jediném vystoupení na nářadích obsadil na kruzích šesté místo.

## Osobní život
Abljazin vystudoval Státní pedagogickou univerzitu v Penze a v roce 2011 získal magisterský titul. V září 2016 se oženil s bývalou mistryní světa ve sportovní gymnastice Ksenií Semjonovovou, 21. ledna 2017 se jim narodil syn Jaroslav, ale o rok později se rozvedli.
V tomto článku byl použit překlad textu z článku Denis Michailowitsch Abljasin na německé Wikipedii.